# 平塚駅

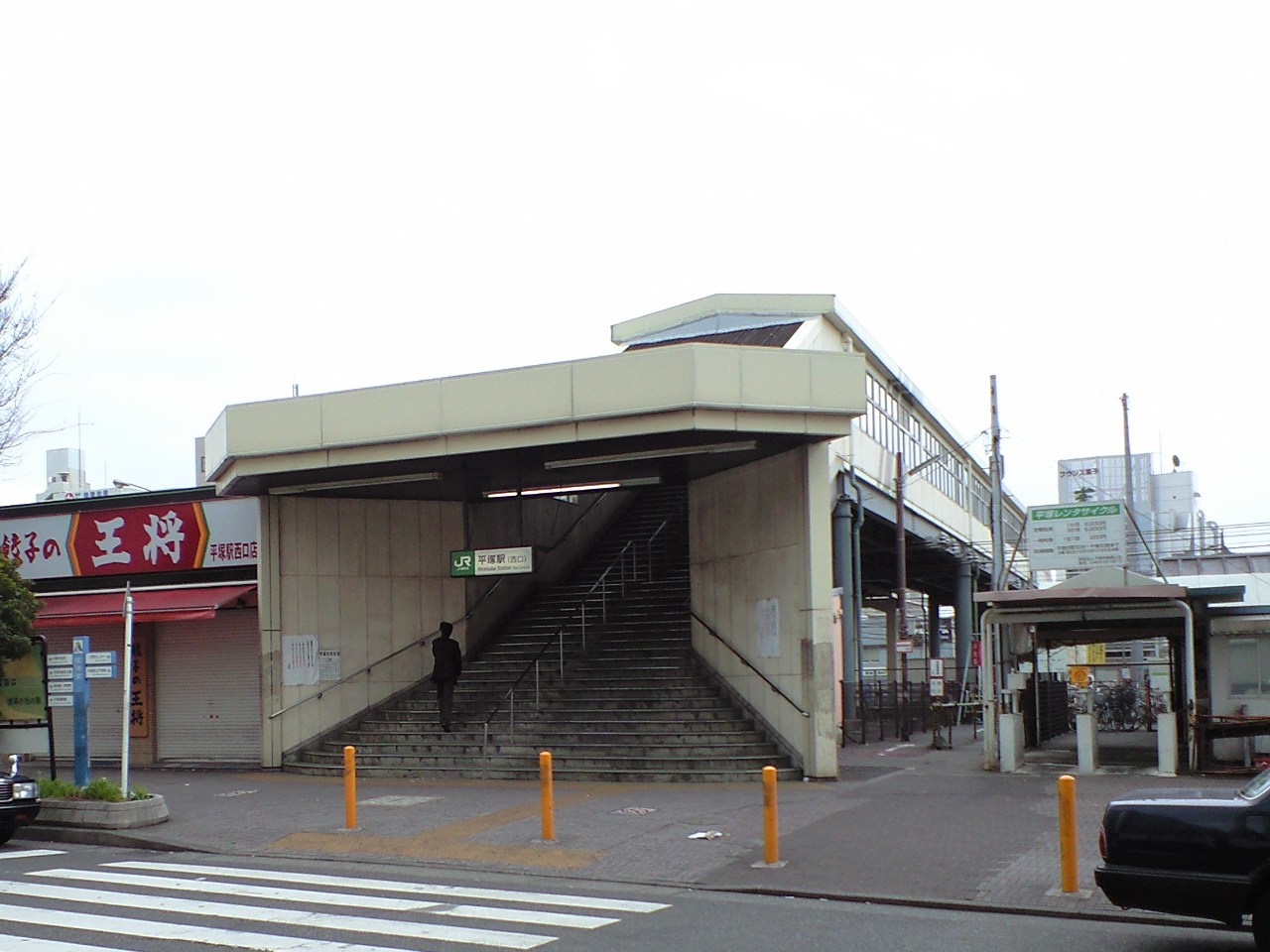
西口（2009年3月）

平塚駅（ひらつかえき）は、神奈川県平塚市宝町にある、東日本旅客鉄道（JR東日本）東海道本線の駅である。駅番号はJT 11。
東京駅発着系統と、新宿駅経由で高崎線に直通する湘南新宿ライン、東京駅・上野駅経由で宇都宮線・高崎線に直通する上野東京ラインが停車する（運転形態の詳細については「東海道線 (JR東日本)」を参照）。
湘南地域県政総合センターおよび湘南自動車検査登録事務所の最寄駅である。

## 歴史

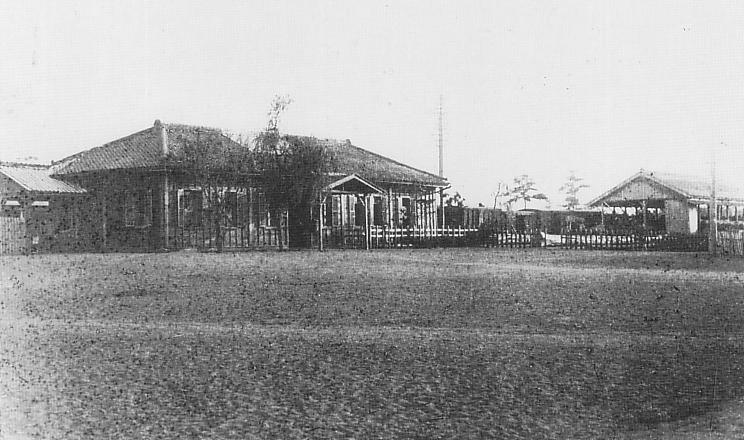
明治期の平塚駅

- 1887年（明治20年）7月11日：官設鉄道が旧 横浜駅と国府津駅間に延伸されたことに伴い、国有鉄道の駅（一般駅）として開業する[2]。
- 1898年（明治31年）5月15日：専用線（後述）の供用を開始する。
- 1906年（明治39年）7月1日：平塚支線が開通する。
- 1909年（明治42年）10月12日：線路名称が制定され、東海道本線所属となる。
- 1923年（大正12年）9月1日：関東大震災による液状化現象に伴い、馬入川鉄橋が崩壊する。
- 1924年（大正13年）4月1日：平塚支線が廃止される。
- 1959年（昭和34年）4月1日：西口が開設される[3]。
- 1971年（昭和46年）9月25日：客貨分離により、新設の相模貨物駅に貨物取扱業務を移管する[2]。
- 1972年（昭和47年）4月1日：みどりの窓口の営業を開始[4]。
- 1973年（昭和48年）
  - 6月26日[5]：駅ビル「ラスカ平塚」が完成する（日本で最初の国鉄出資駅ビル[6]であった）[7]。
  - 7月2日：旅行センターの営業を開始[8]。
- 1986年（昭和61年）11月1日：荷物取扱を廃止する[2]。
- 1987年（昭和62年）4月1日：国鉄分割民営化に伴い、東日本旅客鉄道（JR東日本）の駅となる[2]。
- 2001年（平成13年）11月18日：ICカード「Suica」の、当駅における供用を開始する。
- 2003年（平成15年）12月12日：エキスト湘南平塚（後のラスカ平塚南館）開業[9][10]。
- 2009年（平成21年）：平塚市の事業により、北口駅前広場がバリアフリー化される[11]。
- 2013年（平成25年）7月5日：童謡「たなばたさま」が駅の発車メロディに採用される[12]。東海道線東日本区間でのご当地メロディ導入は、品川駅に次いで2駅目。
- 2013年（平成25年）10月31日：平塚市の事業により、平塚駅西口にエレベーターが設置され、バリアフリー化される[13]。
- 2014年（平成26年）6月12日：駅ビル「ラスカ平塚」がリニューアル[14]。
- 2019年（平成31年・令和元年）
  - 3月28日：この日を中心に、駅ビル「ラスカ平塚」がリニューアル[15]。
  - 8月31日：びゅうプラザの営業を終了[16]。
- 2022年（令和4年）
  - 7月6日：北口下りエスカレーターが完成し、北口のバリアフリー化が進んだ。

## 駅構造
島式ホーム2面4線を持つ地上駅で、橋上駅構造となっている。東口と西口が設けられており、このうち中央口の役割を持つ東口には、北口に駅ビル「ラスカ平塚」が、南口に「ラスカ平塚南館」がそれぞれ併設されている。なお、西口は駅舎と改札口のみである。
湘南・相模統括センター管内の直営駅として運営されており、大磯駅を管理している。東口には自動改札機・自動券売機・指定席券売機・みどりの窓口・NewDaysが、西口には自動改札機・自動券売機・NewDaysがそれぞれ設置されている。西改札口にはお客さまサポートコールシステムが導入されており、朝の一部時間帯を除き、インターホンによる対応となる。また、エスカレーターは東口のみ設置されている。
湘南ひらつか七夕まつりの開催期間中は、通常使用されている東口改札口の北側に、出口専用の臨時改札口が設けられる。

### のりば
| 番線 | 路線           | 方向 | 行先                                   | 備考            |
| ---- | -------------- | ---- | -------------------------------------- | --------------- |
| 1・2 | 東海道線       | 上り | 横浜・品川・東京・上野・渋谷・新宿方面 | 一部列車は3番線 |
| 1・2 | 上野東京ライン | 上り | 横浜・品川・東京・上野・渋谷・新宿方面 | 一部列車は3番線 |
| 1・2 | 湘南新宿ライン | 上り | 横浜・品川・東京・上野・渋谷・新宿方面 | 一部列車は3番線 |
| 3・4 | 東海道線       | 下り | 小田原・熱海・沼津方面                 |                 |

（出典：JR東日本:駅構内図）
- 主本線は1・4番線である。2・3番線は特急・快速などの通過・接続待ちを行う列車や当駅折り返しの横浜方面の列車が使用する。
- 特別快速や特急「湘南」の前を走る下り普通のほとんどは当駅で待ち合わせする。また一部の上り普通列車も当駅で待ち合わせする。一部の普通では特急の通過待ちや増解結も行われる。
- 2007年3月18日のダイヤ改正より上りホームにSuicaグリーン券券売機が設置された。また、この当時に特急で唯一停車していた「東海」はこのダイヤ改正で廃止された。
- 2021年3月13日ダイヤ改正では、通勤ライナーに代わって特急「湘南」の運転が開始され、下りは全列車、上りは一部の列車が停車している[19]。ごく一部、当駅始発・終着の特急「湘南」がある。
- 並行する東海道貨物線にはホームがない。

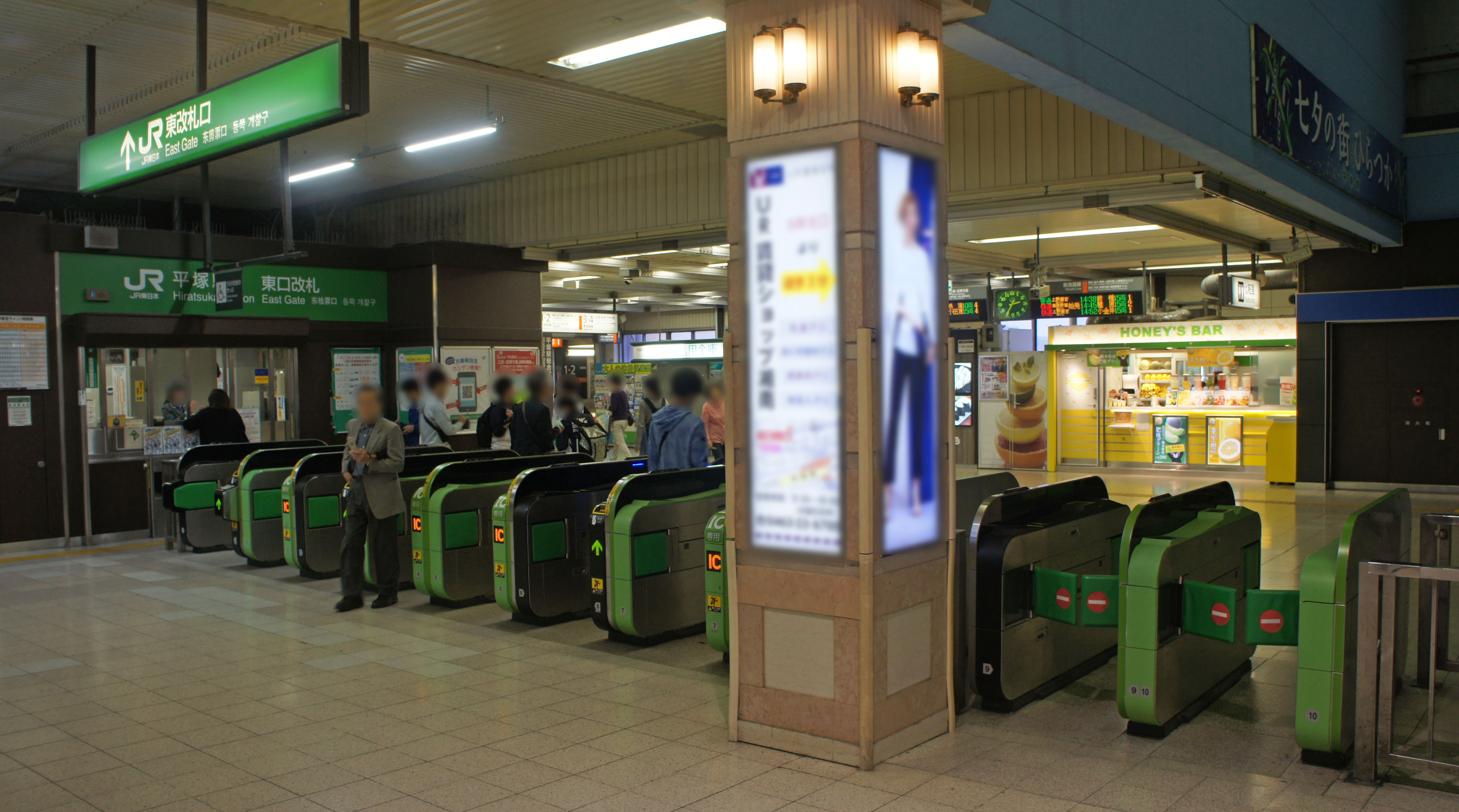
東口改札（2019年6月）
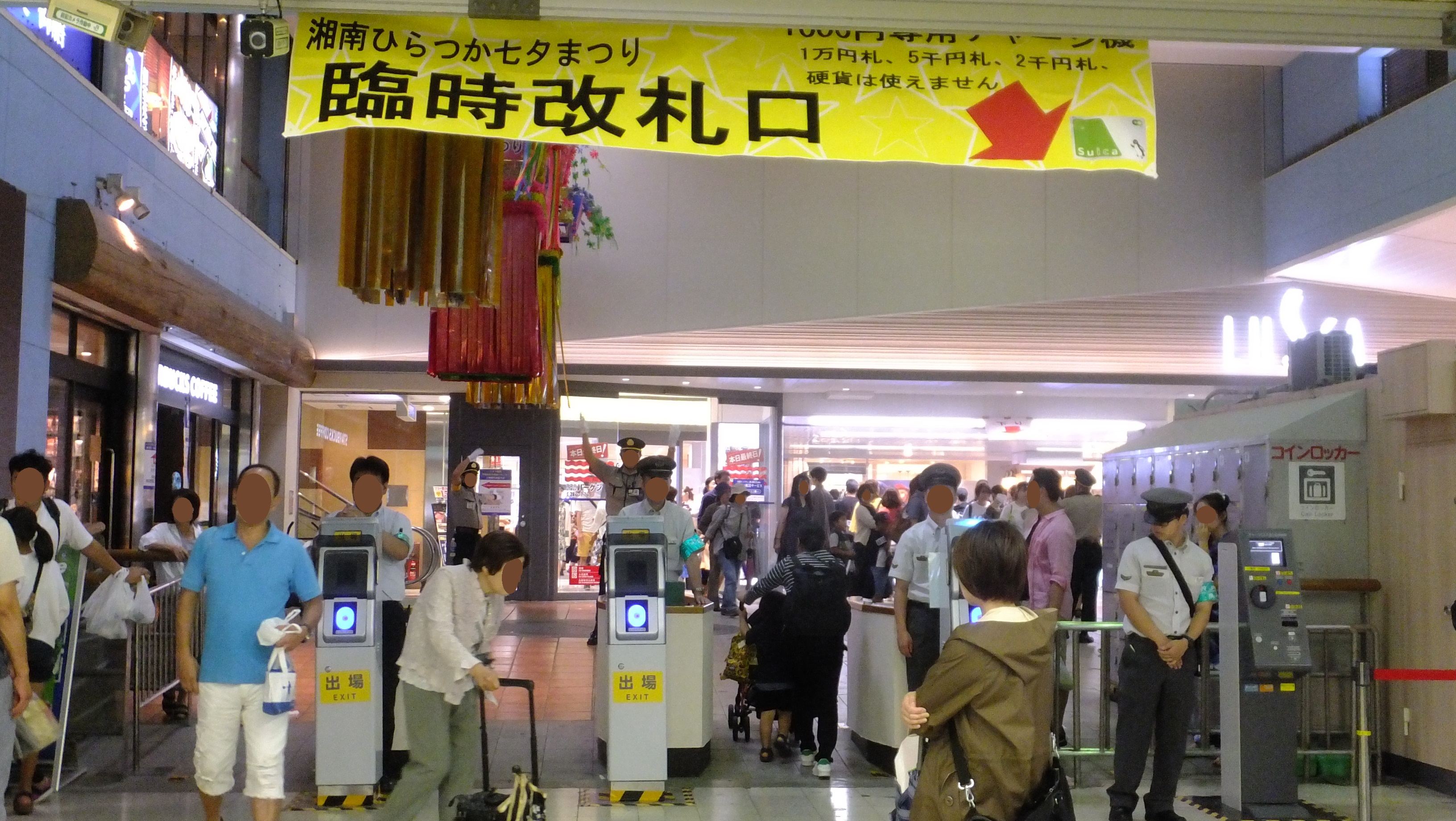
「七夕まつり」開催時に開設される北口臨時改札口（2019年7月）
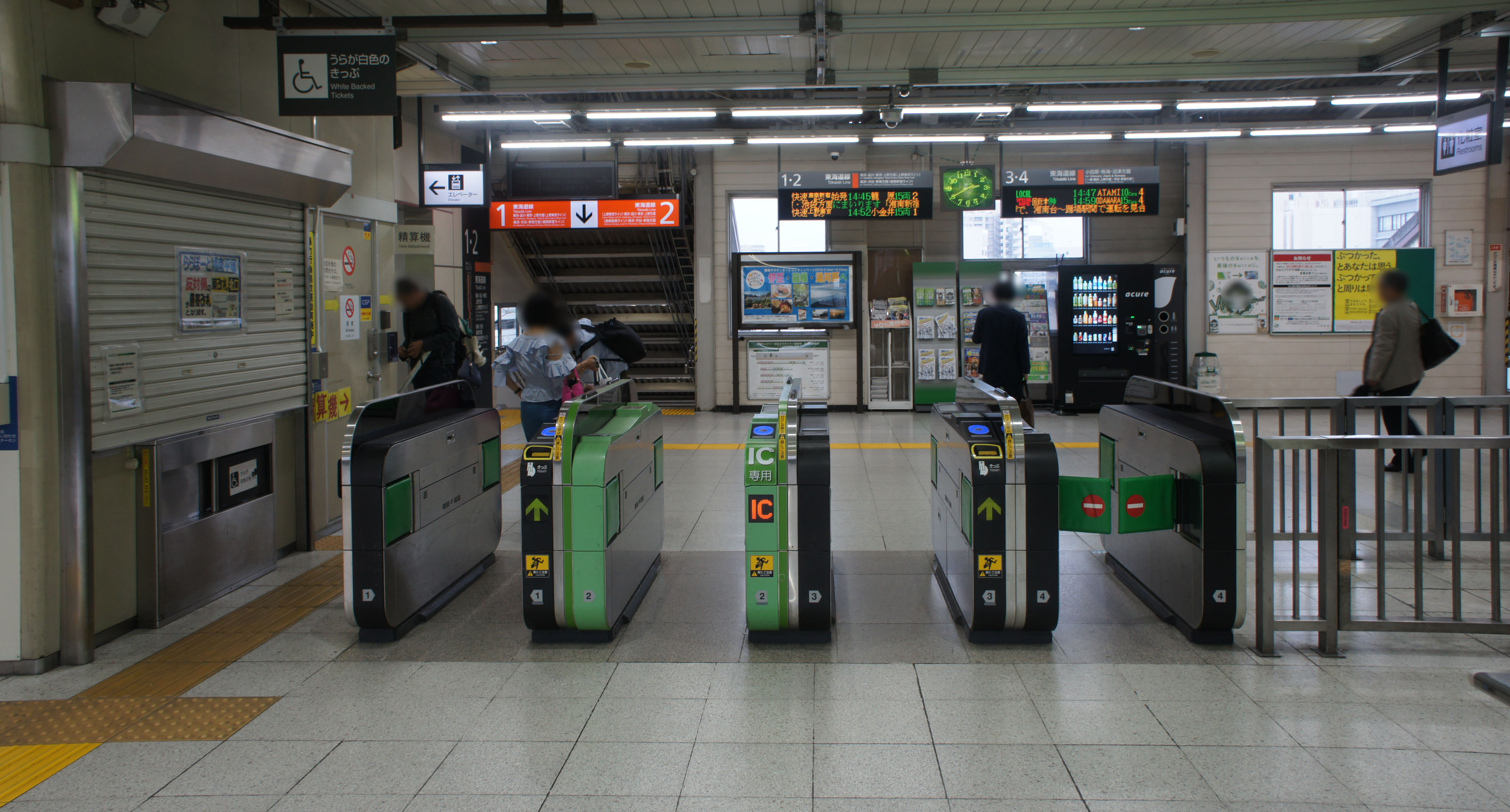
西口改札（2019年6月）
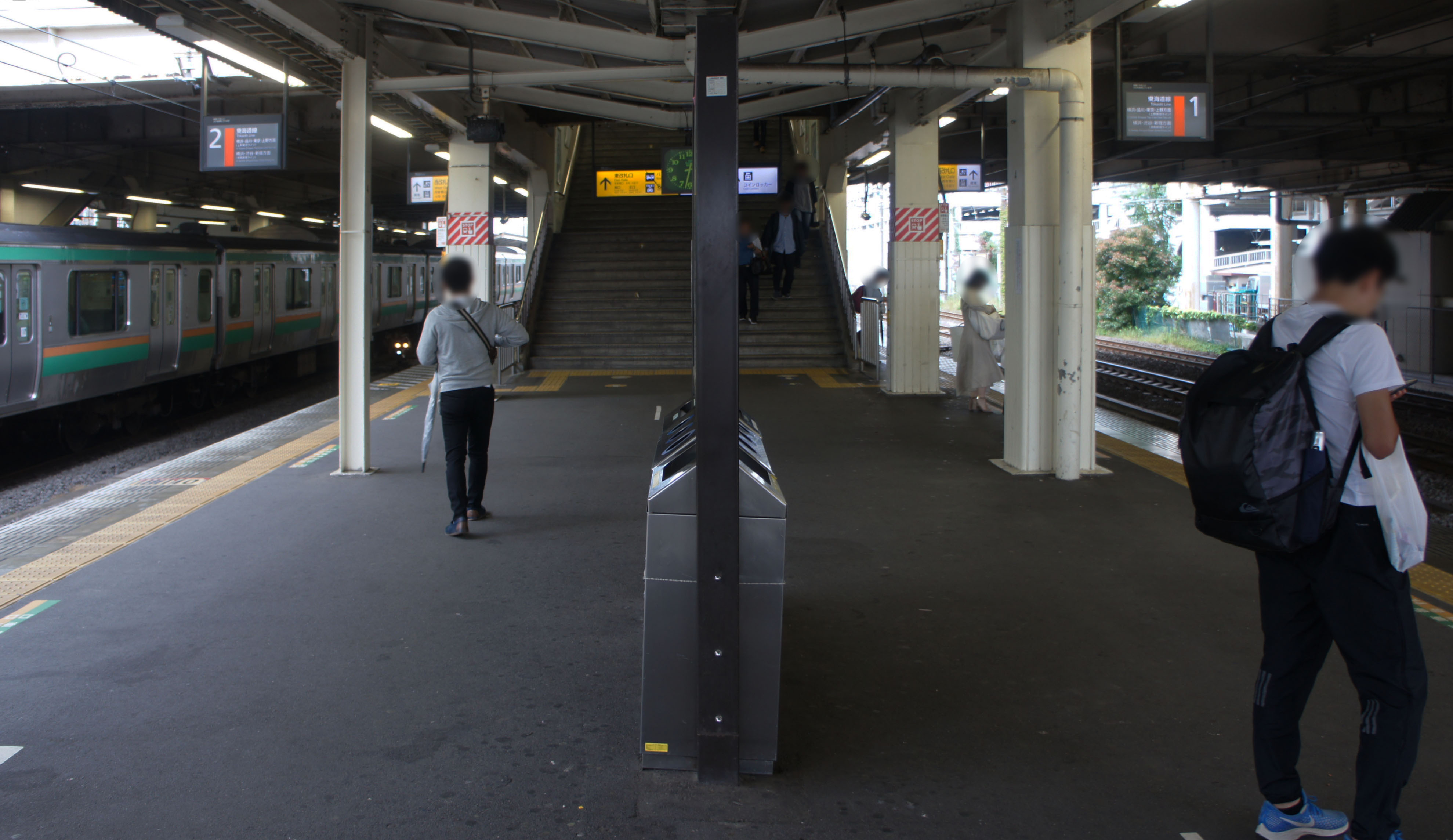
1・2番線ホーム（2019年6月）
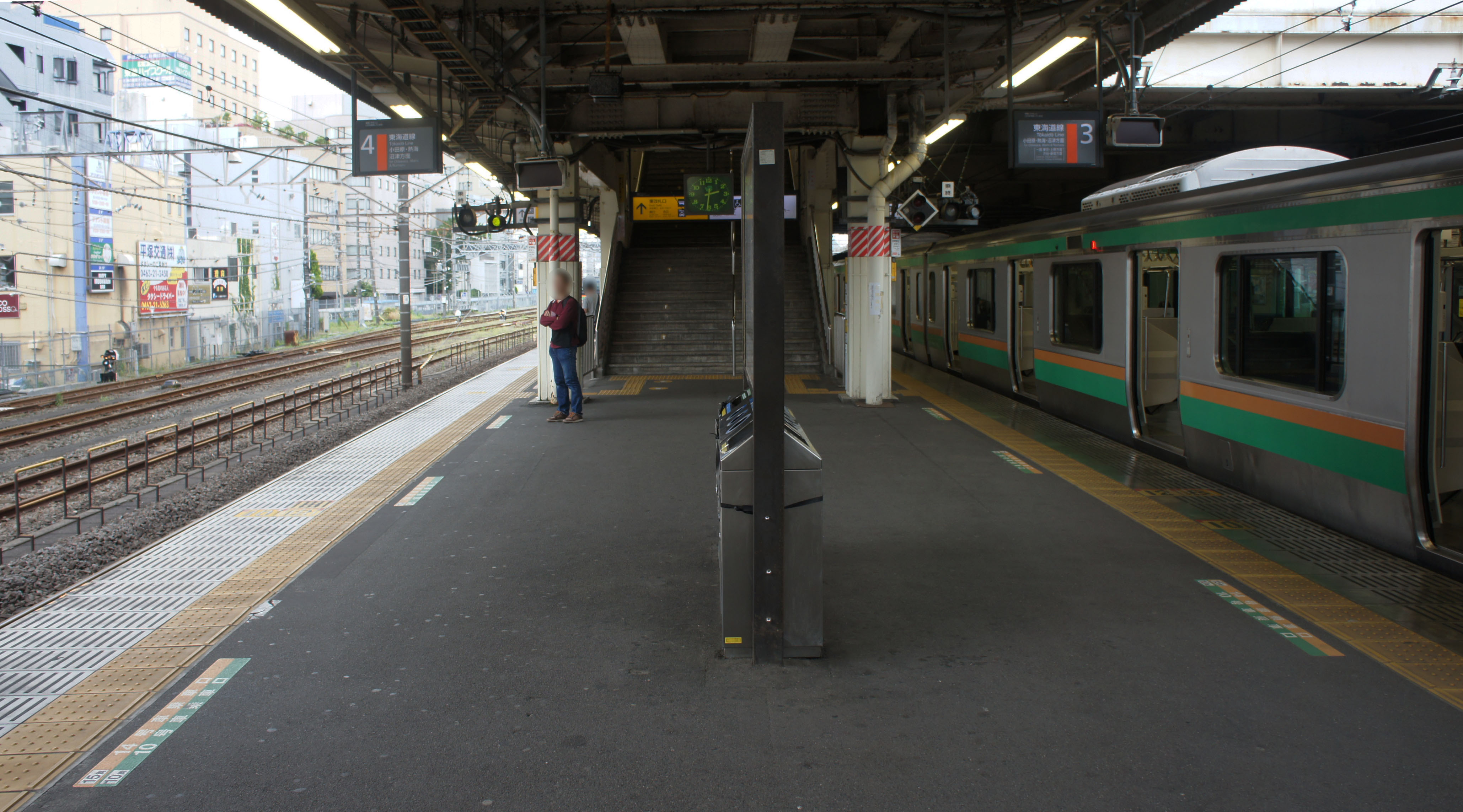
3・4番線ホーム（2019年6月）

## 専用線
かつての平塚駅には東西に専用線が伸びていた。一つは駅構内北側を西へ出てすぐに北進して築堤で追分へ向かう通称第二海軍火薬廠線で、廃止後は市内の開発により築堤を失い、駅から旧東海道付近のみが市道・錦町1号線として再利用されている。もう一方は構内南側から分岐して本線南側に沿って東進、相模川の川岸で急カーブを描いて南北に分岐する線形で、南側は久領堤（くりょうづつみ）の横須賀海軍工廠造機部平塚分工場へ、北側は天沼の日本国際航空工業へ向かっていた。これらは戦後も民間利用が続き、南側は東洋工機平塚工場、北側は日産車体湘南工場をはじめ、横浜ゴム平塚製造所や相模石油平塚油槽所へ続く専用線が途中から分岐していた。その他、駅周辺のセントラル石油瓦斯系のセントラルガス湘南営業所や日本たばこ産業平塚工場へ続く専用線もあった。
これらの路線は当駅の客貨分離により相模貨物駅分岐扱いとなったが、線形は変わらなかった。日産車体・横浜ゴム線は1975年頃、日本たばこ産業線とセントラルガス線は1985年頃まで、馬入ふれあい公園の北にあった平塚油槽所へ続く相模石油線は1996年9月まで使用されていた。油槽所跡地は1998年4月より相模石油経営の「F.ドリーム平塚」というカート場になっている。

## 駅ビル
ラスカ平塚（ラスカひらつか）とは、神奈川県平塚市の平塚駅北口・南口双方に所在する、JR横浜湘南シティクリエイトが運営する駅ビル。
1973年（昭和48年）に開業し、湘南ステーションビルが他の3駅（熱海駅・小田原駅・茅ケ崎駅）にも展開する駅ビルのブランド「ラスカ」の元祖となった。

### 構成

#### 北館（旧・(平塚)ラスカ）
地上7階 地下1階の北館（本館）。
- 7階 - 湘南デンタルクリニック
- 6階 - 屋上庭園・サロン・フロント
- 5階 - 飲食
- 4階 - 雑貨・ファッション
- 3階 - 雑貨・ファッション
- 2階 - 雑貨・ファッション
- 1階 - 菓子・雑貨・ファッション
- 地下1階 - 食品

1973年の開業時は将来の6階への増築を見込みながら地上4階地下1階として建設された。その後、6層への増築が行われた。

#### 南館（旧・エキスト湘南平塚）
地上4階の南館。
- 4階
- 3階
  - QBハウス（ヘアカット）
  - 湘南薬品（ドラッグストア）
- 2階
  - ケンジアネッタ（美容）
  - 麻布茶房（甘味）
  - ニチイキッズ平塚ラスカ保育園
- 1階
  - デリド（スーパーマーケット）

## 駅弁
2017年ごろまでは、東華軒などが主な駅弁として下記を販売していた。
- こゆるぎ茶めし
- 鯛めし
- 桜海老とじゃこの海物語
- デラックスこゆるぎ弁当
- 鰺の押寿し
- 小鰺押寿司
- 伝承 鰺の押寿し
- 金目鯛炙り寿司

## 利用状況
2023年度（令和5年度）の1日平均乗車人員は55,356人である。
1995年度（平成7年度）以降の推移は下表の通り。
| 年度               | 1日平均 乗車人員 | 出典                |
| ------------------ | ---------------- | ------------------- |
| 1995年（平成07年） | 62,527           | [ 乗降データ 2 ]    |
| 1998年（平成10年） | 60,126           | [ 神奈川県統計 1 ]  |
| 1999年（平成11年） | 59,222           | [ 神奈川県統計 2 ]  |
| 2000年（平成12年） | 58,142           | [ 神奈川県統計 2 ]  |
| 2001年（平成13年） | 57,813           | [ 神奈川県統計 3 ]  |
| 2002年（平成14年） | 57,453           | [ 神奈川県統計 4 ]  |
| 2003年（平成15年） | 57,393           | [ 神奈川県統計 5 ]  |
| 2004年（平成16年） | 57,599           | [ 神奈川県統計 6 ]  |
| 2005年（平成17年） | 58,241           | [ 神奈川県統計 7 ]  |
| 2006年（平成18年） | 59,016           | [ 神奈川県統計 8 ]  |
| 2007年（平成19年） | 60,445           | [ 神奈川県統計 9 ]  |
| 2008年（平成20年） | 60,677           | [ 神奈川県統計 10 ] |
| 2009年（平成21年） | 60,264           | [ 神奈川県統計 11 ] |
| 2010年（平成22年） | 59,955           | [ 神奈川県統計 12 ] |
| 2011年（平成23年） | 59,757           | [ 神奈川県統計 13 ] |
| 2012年（平成24年） | 60,643           | [ 神奈川県統計 14 ] |
| 2013年（平成25年） | 61,486           | [ 神奈川県統計 15 ] |
| 2014年（平成26年） | 59,918           | [ 神奈川県統計 16 ] |
| 2015年（平成27年） | 60,622           | [ 神奈川県統計 17 ] |
| 2016年（平成28年） | 61,844           | [ 神奈川県統計 18 ] |
| 2017年（平成29年） | 61,846           |                     |
| 2018年（平成30年） | 61,807           |                     |
| 2019年（令和元年） | 60,941           |                     |
| 2020年（令和02年） | 45,546           |                     |
| 2021年（令和03年） | 48,330           |                     |
| 2022年（令和04年） | 52,275           |                     |
| 2023年（令和05年） | 55,356           |                     |

## 駅周辺

### 公共施設
- 平塚市役所
- ひらしん平塚文化芸術ホール
- ひらつか市民プラザ
- 平塚市中央公民館
- 平塚市博物館
- 平塚市美術館
- 平塚警察署平塚駅前交番

### 郵便局・金融機関
- 平塚郵便局
  - ゆうちょ銀行平塚店
- 平塚駅前郵便局
- 平塚紅谷郵便局
- 横浜銀行平塚支店・平塚旭支店・花水台支店
- 三菱UFJ銀行平塚駅前支店・平塚支店
- みずほ銀行 平塚支店
- 三井住友銀行 平塚支店
- 静岡銀行 平塚支店
- スルガ銀行 平塚支店
- 平塚信用金庫本店営業部・南口支店

### 主な企業
- 神奈川中央交通（グランドホテル神奈中平塚と同一地内）
- 湘南ケーブルネットワーク
- 湘南平塚コミュニティ放送（FM湘南ナパサ）

### 商店街・主な商業施設
- パールロード商店街
- 湘南スターモール商店街
- 梅屋
- OSC湘南シティ
  - シネプレックス平塚
- ららぽーと湘南平塚
- ヤオコー平塚宮松町店
- ホームセンターコーナン平塚市役所前店
- オーケー 平塚店

### ホテル
- グランドホテル神奈中平塚
- 東横INN湘南平塚駅北口1・2
- ホテルリブマックスBUDGET平塚駅前
- ルートイン平塚駅北口

### 学校
- 平塚市立江陽中学校
- 平塚市立崇善小学校
- 平塚市立松原小学校

### 寺社
- 平塚八幡宮

## バス路線

### 北口
バリアフリー化工事により、2009年6月26日から乗り場が大幅に変更された。
| のりば | 運行事業者     | 系統・行先 | 備考 |
| ------ | -------------- | --- | --- |
| 1      | 神奈川中央交通 | - 平37・平38：神奈川大学 | - 「平38」は平日・土曜のみ運行 |
| 2      | 神奈川中央交通 | - 平30：湘南めぐみが丘 - 平31・平34：松岩寺 - 平32：二宮駅南口 - 平73：東海大学前駅南口 - 平76：秦野駅南口                     | |
| 3      | 神奈川中央交通 | - 平21：金田公民館 - 平22：市民病院前 - 平33：松岩寺 - 平35：湘南平 - 平47：二宮駅南口 - 平48：大磯駅 - 平77：東海大学前駅南口 | - 「平35」は1日4本のみ運行 - 「平48」は平日1本のみ運行                                                                                             |
| 4      | 神奈川中央交通 | - 平62：総合公園・四ノ宮方面 - 平63・平65・平67：田村車庫 - 平66：平塚球場 - 平68：愛甲石田駅 - 平86・平97：伊勢原駅南口       | - 「平62」は平日1本のみ運行 - 「平66」は臨時直通。北口降車場から発車する場合もあり                                                                 |
| 5      | 神奈川中央交通 | - 平11：ららぽーと湘南平塚・四ツ角方面 - 平51・平52・平60：田村車庫 - 平61：コンフォール平塚・稲荷前方面                       | - 「平51」は深夜バスの設定あり - 「平61」は平日3本のみ運行                                                                                         |
| 6      | 神奈川中央交通 | - 平50：リバーサイド前 - 平53・平57（急行）・平153・平157（急行）：本厚木駅南口 - 平58：大神工業団地 - 平158：ツインシティ大神 | - 「平50」は夜間のみ運行 - 「平57（急行）」は朝のみ運行 - 「平58」は夕方と平日朝のみ運行 - 「平153」は土曜・日曜のみ運行 - 「平158」は平日のみ運行 |
| 7      | 神奈川中央交通 | - 平88・平90・平91・平92・平94：伊勢原駅南口 - 平89：東海大学病院 - 平93：伊勢原車庫 - 平96：矢崎 - 平99：平塚駅北口           | - 「平89」は平日1本のみ運行 - 「平96」は深夜に2本、深夜バス(運賃倍額)1本運行                                                                       |
| 8      | 神奈川中央交通 | - 平20：金田公民館 - 平71・平74：秦野駅 - 平75：秦野駅南口 - 平78：長持                                                        | - 「平20」は朝夕のみ運行 - 「平74」は深夜バスの設定あり - 「平75」は1日3本のみ運行 - 「平78」は平日朝1本のみ運行                                   |
| 9      | 神奈川中央交通 | - 茅06：茅ケ崎駅 - 平07・平09：東八幡工業団地・不動ケミカル前方面                                                              | 「平07」の土曜・休日各1本は不動ケミカル前止まり |
| 10     | 神奈川中央交通 | - 平26・平29：高村団地 - 平28：湘南日向岡                                                                                      | 「平29」は深夜バスの設定あり |
| 11     | 神奈川中央交通 | 平56：横浜ゴム食堂 | 「平56」は平日のみ運行 |
| 12     | 神奈川中央交通 | 平07・平09：東八幡工業団地・不動ケミカル前方面                                                                                 | 「平07」の平日5本と土曜・休日各1本は不動ケミカル前止まり                                                                                           |

その他
- 東京駅、新宿駅からの深夜急行バスも北口に到着する。
- 湘南ひらつか七夕まつり期間中には平塚駅北口 - 浜見平団地、平塚駅北口 - 本厚木駅南口（直行）等の臨時系統が運行される他、通常系統の区間運行が行われることもある。
- かつては、北口から用田、桜ヶ丘駅、さがみ野駅、寒川神社までの路線バスも運行していた。なお、寒川神社行のバスは廃止後も初詣シーズンのみ運行されていたが、近年は運行されていない。

### 南口
| のりば       | 運行事業者     | 系統・行先                                                                                | 備考                                                                          |
| ------------ | -------------- | ----------------------------------------------------------------------------------------- | ----------------------------------------------------------------------------- |
| 20           | 神奈川中央交通 | 平12：須賀港                                                                              |                                                                               |
| 21           | 神奈川中央交通 | - 平13・平14：稲荷山・なぎさプロムナード方面 - 平15・平16：湘南海岸公園・松風公園入口方面 | - 「平15」は平日夜と土曜・休日午前のみ運行 - 「平16」は土曜・休日の午前を除く |
| 22           | 神奈川中央交通 | - 平39：大磯駅 - 平40：西海岸 - 急行：江の島                                              | - 「平40」は深夜バスの設定あり - 「急行」は季節運行                           |
| シャトルバス | 神奈川中央交通 | 平18：平塚競輪場                                                                          | 競輪開催日のみ運行                                                            |

## その他
- 湘南ひらつか七夕まつり期間中には平塚駅南口 - 河川敷駐車場シャトルバスが運行される。
- ツインシティ計画相模鉄道が湘南台駅（藤沢市）から平塚駅まで相鉄いずみ野線を延伸する免許を保有している。ただし、2020年の時点では当駅近辺における具体的な延伸計画は立てられていない。

## 隣の駅
東日本旅客鉄道（JR東日本）
 東海道線
- 特急「湘南」一部停車駅（下りは全列車停車、1・2号は当駅発着）

■特別快速（湘南新宿ライン経由）
茅ケ崎駅 (JT 10) - 平塚駅 (JT 11) - 国府津駅 (JT 14)
■普通（東京方面発着）・■快速（湘南新宿ライン経由、下り列車は戸塚駅から「普通」扱い）
茅ケ崎駅 (JT 10) - 平塚駅 (JT 11) - 大磯駅 (JT 12)

### 記事本文